# Bettmerhorn
Das Bettmerhorn ist ein 2857 m ü. M. hoher Gipfel in den Berner Alpen im Schweizer Kanton Wallis.

## Lage und Geologie
Das Bettmerhorn liegt am südlichen Ende des Bettmergrats, welcher vom Hauptgipfel des Gebietes, dem Eggishorn, her nach Süd-Südwest verläuft und ist selber dementsprechend von Nordosten gesehen ein eher unscheinbarer Gipfel. Der Grat, dessen höchste Stelle 2871 m ü. M. misst, fällt im Westen zum Aletschgletscher und im Osten zur Bettmeralp bzw. zum Rhonetal ab. Er gehört geologisch zur metamorphen Hülle des granitischen Aarmassivs und besteht aus Gneisen und Glimmerschiefern. Durch die tiefgründige Verwitterung liegt das Gestein an der Oberfläche stark zerstückelt als riesiges Schuttgebirge vor, im Inneren wird es durch Permafrost zusammengehalten.
Die Erschliessung mit einer Bahn rechtfertigt einerseits das Panorama auf den Aletschgletscher sowie die Erschliessung eines Skigebietes im Winter. Zu sehen sind viele bekannte Berge wie Monte Leone, Monte Rosa, Matterhorn, Weisshorn, Mont Blanc, Aletschhorn sowie der Zungenbereich und der untere Teil des Aletschgletschers.

## Gondelbahn und Wanderungen

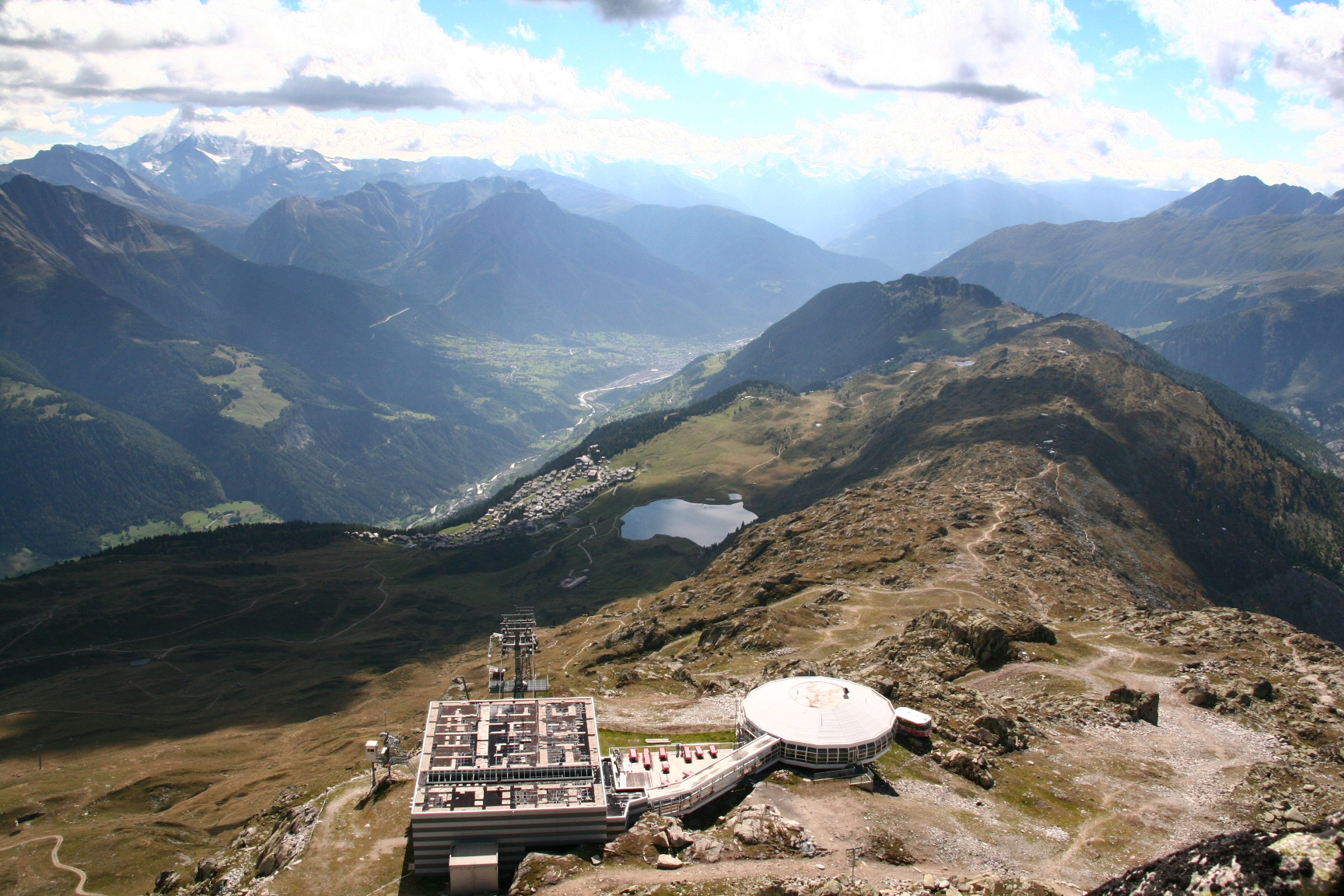
Bergstation der Gondelbahn vom Gipfelaufschwung gesehen.

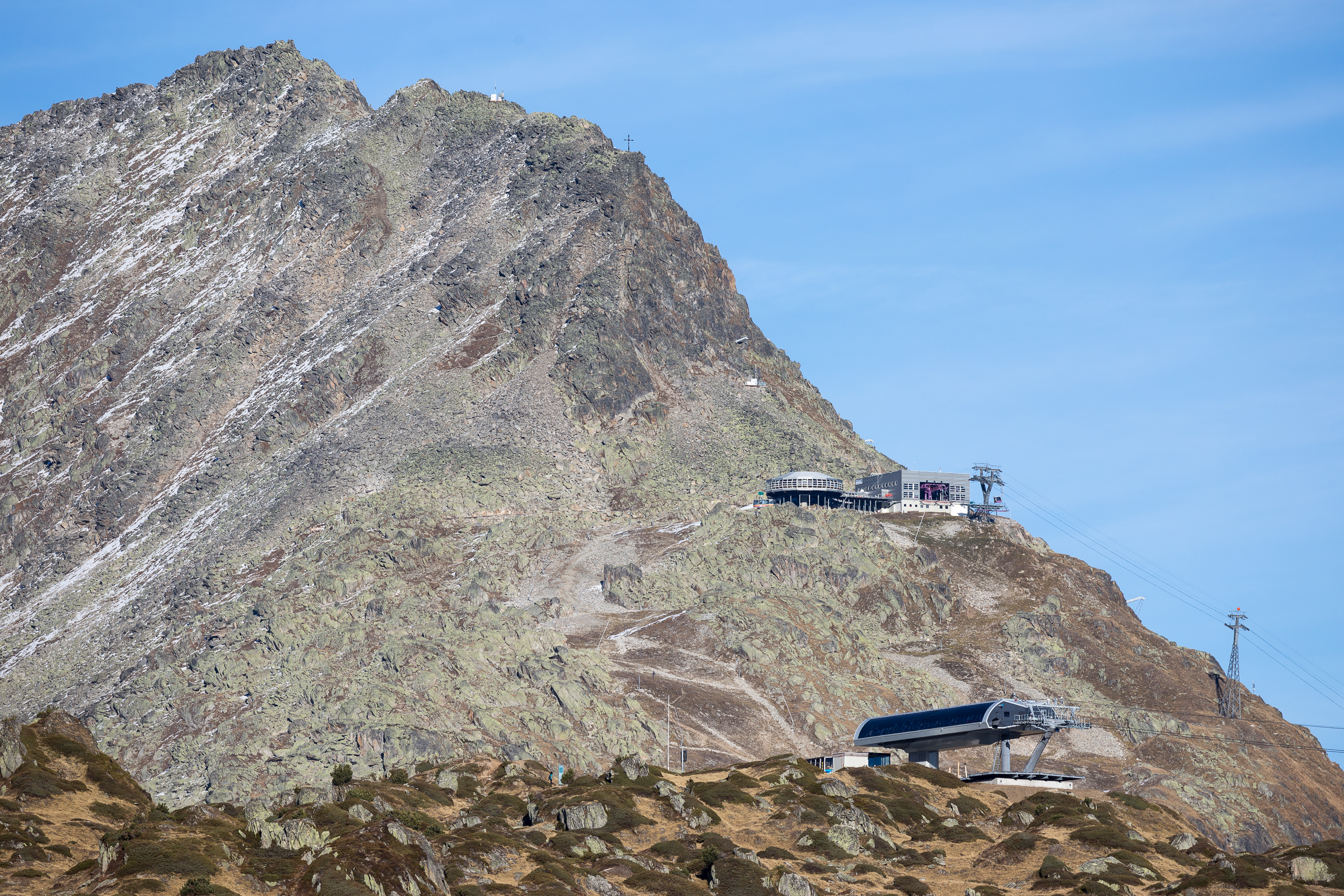
Bettmerhorn mit Bergstation der Seilbahn

Erreichen lässt sich das Bettmerhorn mit einer Gondelbahn von Bettmeralp aus. Sie erreicht auf der Südseite des Gipfels eine Höhe von 2647 m ü. M. Von der Station führt ein Wandersteig mit Holztreppen in etwa 20 Minuten zum Gipfelkreuz in 2786 m ü. M. Von dort führt über den Gipfel der 2004 angelegte UNESCO-Höhenweg für geübte Bergwanderer (Trittsicherheit und Schwindelfreiheit erforderlich) dem Grat folgend bis zum Eggishorn. Für Spaziergänger ist es möglich, an der Westflanke des Gipfels entlang den Aletschgletscher zu sehen. Die Aussichtsterrasse und der Weg dorthin sind rollstuhlgängig. Neben der Bergstation gibt es eine Multimedia-Ausstellung zum Aletschgletscher. Für eine Umrundung des ganzen Berges (Bettmerhorn und Eggishorn) sind von der Bergstation aus 5 Stunden zu rechnen, dabei läuft man leicht abwärts zuerst etwa viereinhalb Kilometer entlang dem Aletschgletscher zum Märjelensee. Von dort führt der Weg um den Tälligrat herum wieder in Richtung Fiescheralp und Bettmeralp. Zur Abkürzung kann man von der Gletscherstube den Tunnel unter dem Telligrat nehmen.
Das Bettmerhorn liegt im Bereich der seit 2001 zum UNESCO-Weltnaturerbe erklärten Bergregion Jungfrau-Aletsch-Bietschhorn.

## Nachweise
1. 1 2  
Lage und Höhe gemäss «ortsnamen.ch».
2. 1 2  
Lage und Höhen gemäss «geo admin.ch»